# Munnikenland

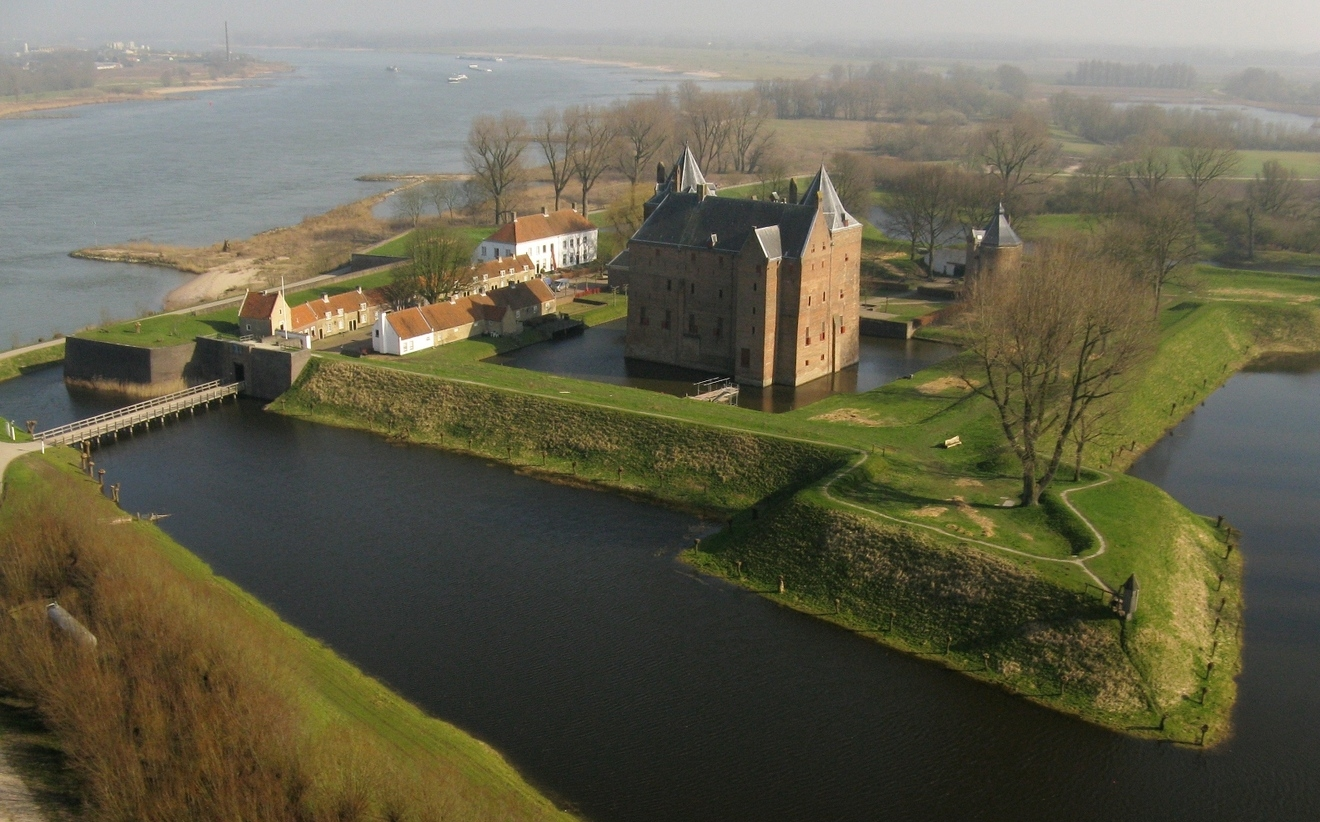
Slot Loevestein met Munnikenland op de achtergrond.

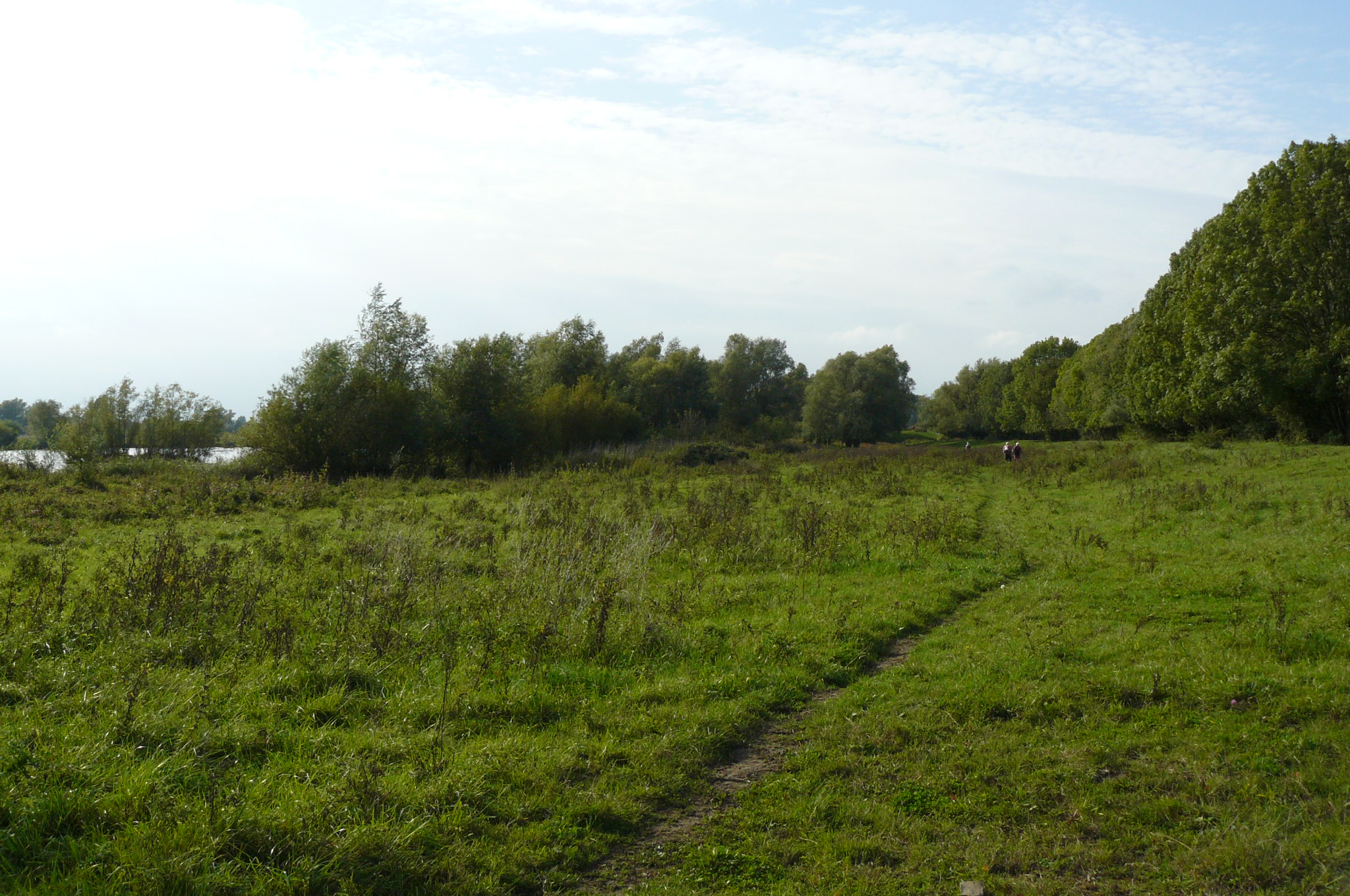
De oude rivierdijk langs de Waal in Munnikenland.

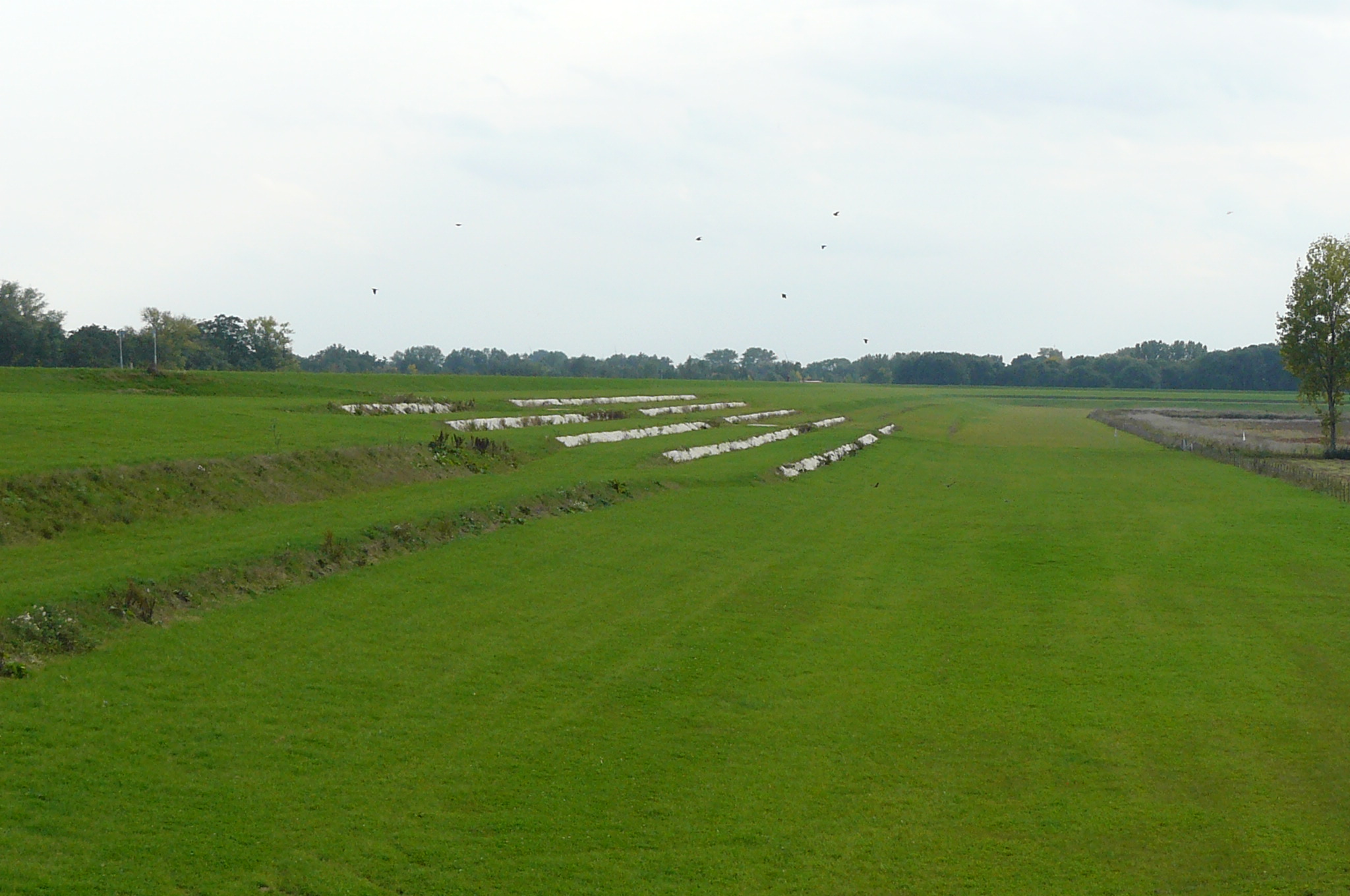
De Wakkere Dijk.

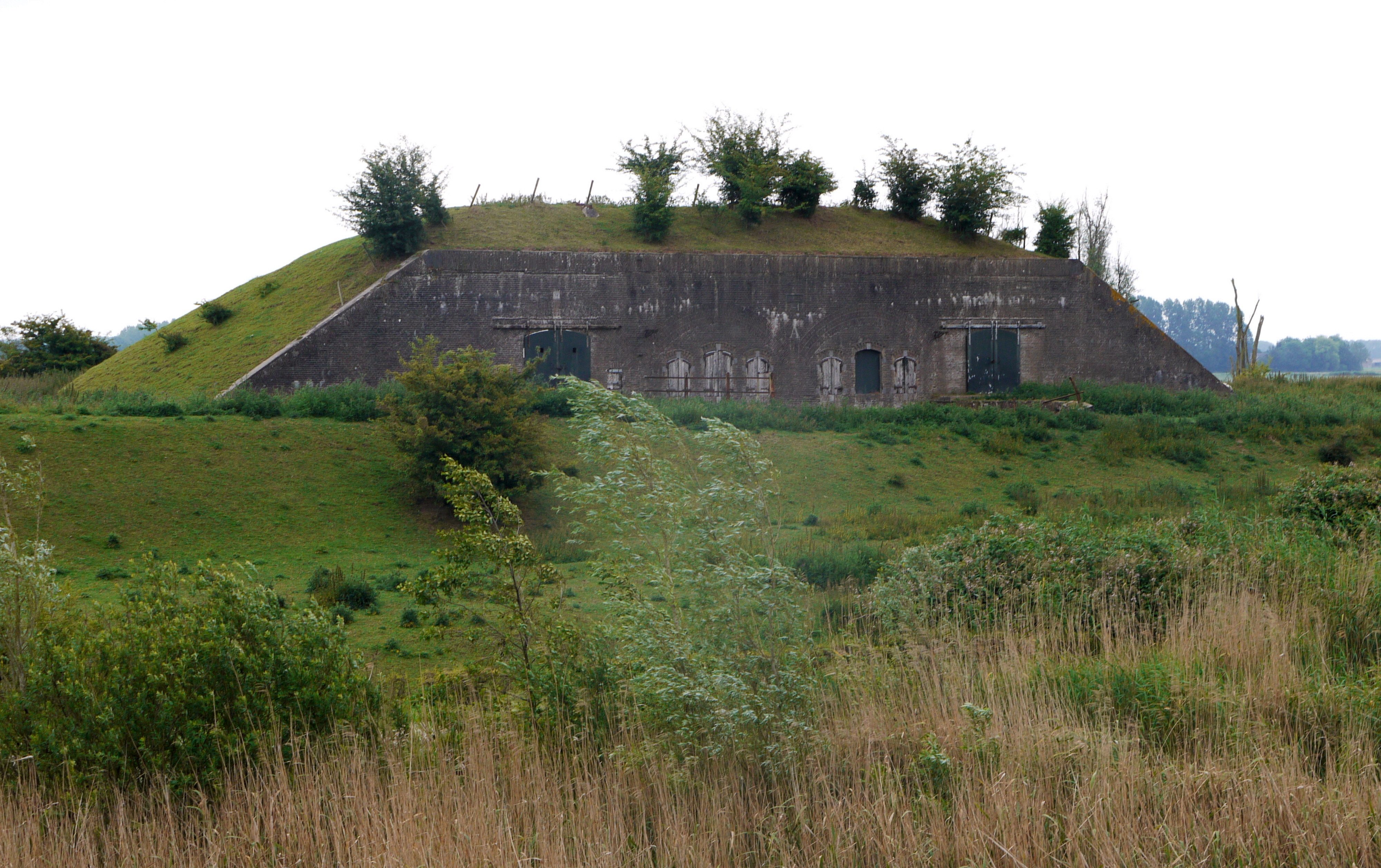
Achter de Wakkere Dijk, net buiten het natuurgebied, ligt Batterij onder Brakel.

Munnikenland is het uiterst westelijke deel van de Bommelerwaard. Het is gelegen ten westen van Poederoijen en Brakel en feitelijk een landtong tussen de hier samenvloeiende Waal en de Afgedamde Maas. Het gebied maakt deel uit van de gemeente Zaltbommel.

## Geschiedenis
Omstreeks 1200 bestond deze landtong uit een aantal eilanden die gescheiden werden door kreken. Men sprak over deze streek als Rodichem of Rodenchem. Dit betekent: Ruwe waard. Deze benaming wijst op het bestaan van een vroege nederzetting, waarvan echter nimmer resten zijn aangetroffen. In 1264 werd de naam gespeld als: Rodengoije. Van het Huis Rodichem zijn in 2004, bij de aanleg van een woonwijk in Brakel, resten aangetroffen. Mogelijk woonden hier Tempeliers, maar hieromtrent zijn slechts enkele vage toespelingen in de literatuur te vinden.
In 1264 werd Rodengoije door Willem II van Horne, Heer van Altena, in bruikleen gegeven aan de Cisterciënzers van de Abdij van Villers. De monniken bouwden een klooster, polderden het land in, legden kades aan en bebouwden het land. In 1333 trokken ze zich echter terug. Wat bleef was het 13e-eeuwse ontginningspatroon en de naam Munnikenland, die voor het eerst vermeld werd in 1349.
Het meest westelijke eiland van Munnikenland werd Milites Insula Artusii genoemd, ofwel het Eiland van Ridder Artus. Dit werd niet aan de monniken in leen gegeven, aangezien het een uiterst strategische ligging had. Door Dirk Loef van Horne werd hier het Slot Loevestein gebouwd (1358 - 1375).
In Munnikenland bevond zich, nabij de Waal, het Kasteel Munnikenland, feitelijk een adellijk huis. Dit werd voor het eerst vermeld in 1616 en was in 1919 geheel verdwenen. Verder wordt Munnikenland naar het oosten toe begrensd door een deel van de Nieuwe Hollandse Waterlinie, met een aaneenschakeling van forten en -ten gevolge van dijkdoorbraken- ontstane wielen.

## Natuurgebied
Ten oosten van Slot Loevestein bevindt zich het natuurgebied Loevesteyn van 224 ha, in bezit van Staatsbosbeheer. Ook de Batterij onder Brakel behoort tot dit gebied. Begin 2009 is bovendien begonnen met een plan om een nog groter gedeelte van het Munnikenland geschikt te maken voor waterberging, natuur en recreatie in het kader van Ruimte voor de Rivier. Het bestemmingsplan voor dit project is in 2012 vastgesteld.
De dijk van Buitenpolder het Munnikenland is verplaatst naar het oosten en klei is afgegraven in de uiterwaarden Gandelwaard en de Brakelse Benedenwaarden. Een nieuwe Wakkere Dijk is aangelegd op ongeveer 500 meter ten westen van de eeuwenoude Nieuwedijk. Na de aanleg van de Wakkere Dijk is de bestaande Waaldijk over een deel afgegraven. De rivieren krijgen hierdoor meer ruimte met een verlaging van het waterpeil tot gevolg. Bij hoog water loopt de oude polder vol en dit heeft een invloed op de vorming van het land. Vanaf de Wakkere Dijk heeft de bezoeker uitzicht op het nieuwe land en verder kunnen grazers en andere dieren hiernaartoe vluchten als de rivieren meer water te verwerken krijgen. Op donderdag 9 juni 2016 was de oplevering een feit, waarna het gebied extensief beheerd zal worden, waarbij de natuur zoveel als mogelijk zijn gang zal gaan.

## Gaswinning
In het gebied Munnikenland wordt sinds 2010 aardgas gewonnen door Northern Petroleum. In 2008 heeft het bedrijf giftige chemicaliën gebruikt voor het breken van gesteente ten behoeve van deze gaswinning. In oktober 2013 is Northern Petroleum overgenomen door Vermilion Energy. Eind 2015 maakte het bedrijf plannen bekend om nog zo'n 150 miljoen kubieke meter gas te winnen in de komende jaren. Vermilion verwacht in totaal circa 300 miljoen kubieke meter gas uit het veld te halen, waarvan de helft reeds is gerealiseerd.

## Externe bronnen
- Munnikenland
- Inrichtingsplan Munnikenland, 5 november 2009